# San Miguel Acatán
San Miguel Acatán è un comune del Guatemala facente parte del dipartimento di Huehuetenango.